# Protaphis delottoi
Protaphis delottoi är en insektsart. Protaphis delottoi ingår i släktet Protaphis och familjen långrörsbladlöss. Inga underarter finns listade i Catalogue of Life.